# Kabukimono
Kabukimono (傾奇者 (カブキもの)) ou hatamoto yakko (旗本奴) eram ronins, samurais errantes, ou homens que uma vez trabalharam para famílias samurais que, durante os tempos de paz, formaram gangues. Eles surgiram no Japão, entre o final da era Muromachi (AD 1573) e o início do período Edo, AD (1603). Kabukimono é muitas vezes traduzido como "coisas estranhas" ou "os loucos", acredita-se ser derivada a partir de kabuku que significa "inclinação" ou "desviar-se".

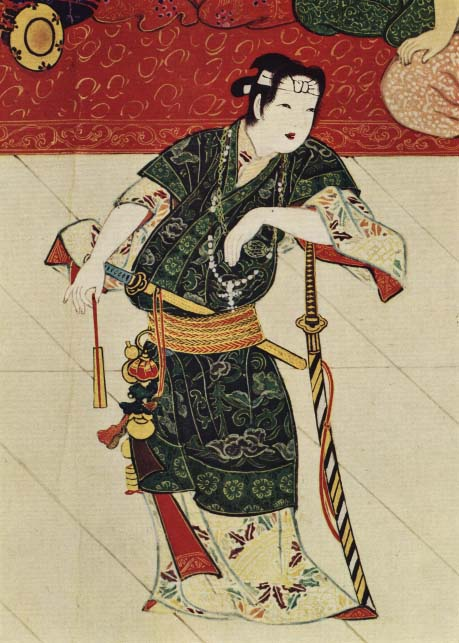
Os "kabuki-mono" eram um grupo vestido com um estilo peculiar e que falava com um vernáculo que correspondia com seus comportamentos frequentemente escandalosos.

Kabukimono normalmente se vestiam com roupas coloridas, usando uma combinação de cores como amarelo e azul, e frequentemente vestindo kimonos curtos com pesos de chumbo na bainha, lapelas de veludo, grandes obis, elementos de vestimenta europeia ou ainda kimonos feitos para mulheres como capas.